# Ліланд Гартвелл
Ліланд (Лі) Гартвелл (англ. Leland H. (Lee) Hartwell; нар. 30 жовтня 1939, Лос-Анджелес, Каліфорнія) — американський вчений, президент і директор Онкологічного дослідницького центру Фреда Гатчінсона (Сієтл). Нагороджений Нобелівською премією з фізіології або медицини 2001 року «за відкриття генів, що беруть участь в регуляції клітинного циклу, і внесок в його дослідження».

## Біографія
Гартвелл закінчив Каліфорнійський технологічний інститут у 1961 році. Спочатку він вибрав фізику, але незабаром виявився настільки захоплений відкриттям структури ДНК, що зайнявся біологією. Здобув ступінь доктора філософії в Массачусетському технологічному інституті. У 1965–1968 роках працював у Каліфорнійському університеті, після чого переїхав до Вашингтонського університету.
У 1970 та 1971 роках у ході експериментів на дріжджах (Saccharomyces cerevisiae) Хартвелл відкрив гени дріжджів, що відповідають за цикл клітинного ділення. Мутації в аналогічних генах у людини можуть викликати онкологічні захворювання. У 1987 році Хартвелл став членом Національної академії наук. У 1996 році він перейшов в Онкологічний дослідницький центр Фреда Гатчінсона, а вже у наступному році став його президентом і директором. У 1998 році отримав премію Альберта Ласкера за фундаментальні медичні дослідження.
У 2001 році Ліланд Гартвелл разом з Тімоті Хантом та Полом Нерсом отримав Нобелівську премії в галузі медицини та фізіології за «відкриття ключових регуляторів клітинного циклу».